# سید علی حسینی
سید علی حسینی (زاده اردیبهشت ۱۳۵۰) نمایندهٔ حوزهٔ انتخابیهٔ نیشابور و فیروزه در دورهٔ هشتم مجلس شورای اسلامی بوده است. وی همچنین در دولت دوازدهم مدیرکل امور مجلس وزارت فرهنگ و ارشاد اسلامی نیز بوده است.
او هم‌اکنون مدیرکل نظارت و ارزیابی روابط دولت و مجلس نهاد ریاست جمهوری ایران می‌باشد.
سید علی حسینی از حیث سیاسی به جبهه اصولگرایان نزدیک است.

## تولد و تحصیلات
سید علی حسینی در ۱۸ اردیبهشت سال ۱۳۵۰ در شهرستان نیشابور استان خراسان رضوی متولد شد و تحصیلات دبیرستان را در رشته علوم انسانی به پایان رساند. وی در کنکور سراسری با رتبه ۲۱ در رشته فلسفه غرب دانشگاه تهران پذیرفته شد. حسینی تحصیلات خود را در مقطع کارشناسی ارشد و در رشته روابط بین‌الملل در دانشگاه آزاد اسلامی واحد تهران ادامه داد. او سرانجام در مقطع دکترا و در رشته حقوق بین‌الملل، از دانشگاه بوعلی سینا همدان، فارغ‌التحصیل شد. حسینی دو سال درس فقه و اصول را نیز گذرانده است. او سابقه حضوردر جنگ ایران و عراق را دارد و جانباز نیز می‌باشد.

## دوره هشتم مجلس شورای اسلامی
سید علی حسینی در هشتمین دوره مجلس شورای اسلامی(۱۳۸۷ تا ۱۳۹۱) نماینده شهرستان نیشابور، فیروزه، زبرخان و میان‌جلگه در مجلس بوده است. او در این دوره سمت عضو و نائب رئیس کمیسیون فرهنگی مجلس را نیز برعهده داشته است.

## سوابق اجرایی
- نماینده مجلس شورای اسلامی در دوره هشتم
- عضو ناظر هیئت امنای کتابخانه‌های کشور با حکم رئیس مجلس شورای اسلامی
- عضو حقیقی هیئت امنای کتابخانه‌های کشور با حکم رئیس جمهور
- مدیرکل و قائم مقام مدیرکل فرهنگ و ارشاد اسلامی استان خراسان بزرگ
- مدیرکل امور پارلمانی وزارت فرهنگ و ارشاد اسلامی
- مدیرکل نظارت و ارزیابی روابط دولت و مجلس نهاد ریاست جمهوری
- مدیرکل مقررات، طرح‌ها و لوایح امور مجلس دانشگاه آزاد اسلامی کشور
- دبیر کنگره بین‌المللی شعر نبوی
- استاد حقوق و روابط بین‌الملل دانشگاه آزاد تهران